# Synagoga Chewra Thilim w Skawinie
Synagoga Chewra Thilim (z hebr. Bractwa Psalmowego) – synagoga znajdująca się w Skawinie na rogu ulic Babetty i Kazimierza Wielkiego. Obiekt został wpisany do rejestru zabytków nieruchomych województwa małopolskiego.
Synagoga została zbudowana w 1894 roku z inicjatywy bractwa psalmowego Chewra Thilim. Przylegał do niej budynek chederu, mieszkanie rabina i mykwa. W 1920 roku odprawiono w niej specjalne nabożeństwo za zwycięstwo Polski podczas wojny polsko-bolszewickiej, któremu przewodniczył rabin Szymon Alter Frenkel. W trakcie II wojny światowej hitlerowcy zdewastowali synagogę. Po zakończeniu wojny budynek służył jako łaźnia miejska, potem magazyn, a obecnie po gruntownej renowacji jako biura.
Murowany i orientowany budynek synagogi wzniesiono na planie prostokąta. Wnętrze synagogi pierwotnie było dwudzielne (sala męska i przedsionek z pomieszczeniem dla kobiet). Synagoga częściowo zachowała swój pierwotny wystrój zewnętrzny, m.in. wysokie, półokrągłe zakończone okna. Całość jest nakryta dachem dwuspadowym.